# Начало (фильм, 2010)
«Нача́ло» (англ. Inception, буквально — начало процесса или организации, зарождение, исток; в фильме означает «внедрение идеи») — фильм-ограбление в жанре научно-фантастического боевика 2010 года, седьмой полнометражный фильм режиссёра Кристофера Нолана, который продюсировал со своей женой Эммой Томас и основал его на идее осознанных сновидений.
В актёрский состав входят Кэн Ватанабэ, Джозеф Гордон-Левитт, Марион Котийяр, Эллиот Пейдж, Том Харди, Киллиан Мерфи, Том Беренджер, Дилип Рао и Майкл Кейн.
В фильме Леонардо Ди Каприо играет профессионального вора, который крадёт информацию, проникая в подсознание своих целей. Ему предлагают снятие обвинения в убийстве его жены в США и возможность легально жить там с детьми в качестве оплаты за внедрение чужой идеи в подсознание цели. В жанровом отношении «Начало» напоминает традиционный фильм-ограбление, с той разницей, что целью является не похищение объекта, а внедрение идеи в сознание жертвы. По сюжету профессионалы промышленного шпионажа, использующие специальные приёмы для извлечения стратегически важной информации путём вторжения в сны других людей, осваивают новую технику — «внедрение» идеи в сознание человека через его сновидение. Важную роль в фильме играет технология, позволяющая нескольким людям погружаться в один и тот же сон.
«Начало» собрало в мировом прокате более 837 млн долларов, став четвёртым по величине фильмом 2010 года. На март 2023 года фильм занимает 14-ю строчку списка 250 лучших фильмов по версии IMDb и 36-ю строчку списка 250 лучших фильмов по версии пользователей «КиноПоиска». Журнал «Мир фантастики» назвал «Начало» главным фильмом десятилетия 2010-х. На 83-й церемонии вручения премии «Оскар», фильм получил 4 премии «Оскар»: лучшая операторская работа, лучший звуковой монтаж, лучший звук, и лучшие визуальные эффекты. Фильм также получил 4 номинации на премию «Оскар», включая лучший фильм, лучший оригинальный сценарий, лучшую работу художника-постановщика и лучшую музыку к фильму.

## Создание
Работа над картиной стартовала в начале 2000-х, когда Нолан написал восьмидесятистраничное изложение сюжета о похитителях снов. В 2001 году он обсуждал идею фильма с кинокомпанией Warner Bros., но пришёл к выводу, что экранизация такого сюжета не может быть малобюджетной, а опыта съёмок блокбастеров в то время у него не было. Только после завершения работы над таким рекордсменом кассовых сборов, как «Тёмный рыцарь» (2008), Нолан почувствовал в себе силы вернуться к «Началу». За полгода он отшлифовал сценарий, который студия одобрила и приобрела у него в феврале 2009 года. Фильм Начало снимался в шести странах, начиная с Токио 19 июня 2009 года и заканчивая в Канаде 22 ноября того же года.
Бюджет фильма составил 160 млн долларов, расходы поделили между собой Warner Bros. и Legendary Pictures. Репутация Кристофера Нолана и ошеломляющий успех «Тёмного рыцаря» позволили потратить на рекламу картины 100 млн долл.
Премьера состоялась в Лондоне 8 июля 2010 года. Фильм был выпущен как в обычных кинотеатрах, так и в кинотеатрах IMAX, начиная с 16 июля 2010 года.

## Сюжет
Доминик Кобб и Артур — «извлекатели»: они занимаются корпоративным шпионажем, используя экспериментальные военные технологии, чтобы проникнуть в подсознание своих «целей» и извлечь информацию через общий мир снов. Их последняя цель, Сайто, рассказывает, что устроил встречу, чтобы проверить: сможет ли Кобб выполнить кажущуюся невозможной работу — внедрение идеи в подсознание человека, или «начало». Сайто хочет, чтобы Кобб убедил Роберта Фишера, сына больного конкурента Сайто, Мориса Фишера, развалить компанию его отца. Взамен Сайто обещает «всего одним звонком» помочь Коббу, над которым «висит» ложное обвинение в убийстве жены, легально вернуться в США, где остались его дети.
Кобб принимает предложение и собирает свою команду: Имса — имитатора; Юсуфа — химика, со снотворным для стратегии «сон во сне», и Ариадну, юную студентку-архитектора, которой поручено проектировать лабиринт сна. Ариадну завербовали через тестя Кобба, профессора Стивена Майлса. Ариадна узнает, что в подсознании Кобба находится агрессивная проекция его покойной жены, Мэл. После смерти Мориса Роберт сопровождает тело в течение десяти часов полета на самолёте, где команда, включая Сайто, погружается в общий сон. На каждом уровне сна человек, генерирующий сон, остаётся вне следующего по уровню сна, чтобы создать «выброс», который разбудит других членов команды. Выброс сопровождается аудиосигналом «Non, je ne regrette rien»; эти выбросы должны происходить одновременно, несмотря на то, что время течет медленнее на каждом последующем уровне.
Первый уровень — сон Юсуфа о дождливом Лос-Анджелесе. Команда похищает Роберта, но подвергается атаке проекциями его подсознания. Сайто ранен, и Кобб рассказывает, что смерть во сне обычно пробуждает сновидцев, но снотворное, стабилизирующее многоуровневый сон, вместо пробуждения отправит их в «лимб»: мир бесконечного подсознания, в котором сновидцы рискуют забыть, что они во сне. Имс выдаёт себя за крестного отца Роберта Питера Браунинга, чтобы тот предложил Роберту пересмотреть завещание своего отца.
Кобб рассказывает Ариадне, что он и Мэл оказались в лимбе, экспериментируя с технологией совместного сновидения. Проспав пять часов реального времени, они провели пятьдесят лет в мире снов. Когда Мэл отказалась вернуться в реальность, Кобб применил элементарную форму внедрения, используя её тотем (объект, который сновидцы используют, чтобы отличать сон от реальности). Проснувшись, Мэл всё ещё полагала, что находится во сне. Пытаясь «проснуться» по-настоящему, она покончила с собой и подставила Кобба, которого обвинили в смерти Мэл.
Кобб сбежал из США, оставив своих детей на попечении Майлса.
Юсуф везёт команду в фургоне, которая погружается во второй уровень сна, отель, который снится Артуру. Кобб убеждает Роберта, что его похитил Браунинг, и что Кобб — защитник из его подсознания. С помощью этой уловки Роберта заманивают на следующий уровень сна, чтобы попасть в его подсознание.
Третий уровень (сон Имса) представляет собой укрепленную горную больницу. Команда задерживает охрану, пока Сайто берет Роберта в эквивалент своего подсознания. Юсуф, преследуемый проекциями Роберта на первом уровне, специально съезжает с моста, слишком рано начав выброс. Это вызывает лавину на уровне Имса и отсутствие гравитации на уровне Артура, заставляя Артура сымпровизировать новый выброс, синхронизированный с падением фургона в воду. Проекция Мэл появляется на уровне Имса и убивает Роберта; Кобб убивает Мэл, Сайто умирает от ран. Кобб и Ариадна входят в лимб, чтобы спасти Роберта и Сайто, в то время как Имс готовит выброс, начинив больницу взрывчаткой.
Кобб примиряется со своей виной в смерти Мэл. Ариадна убивает проекцию Мэл и будит Роберта выбросом. Возрожденный на третьем уровне, он обнаруживает внедренную идею: проекцию своего умирающего отца, говорящего ему, что он должен разделить корпорацию. В то время как Кобб ищет Сайто в лимбе, остальные совершают синхронизированные выбросы назад в реальность. Кобб находит пожилого Сайто и напоминает ему об их уговоре. Все сновидцы просыпаются в самолёте, и Сайто делает звонок.
Прибыв в международный аэропорт Лос-Анджелеса, Кобб проходит пункт иммиграционного контроля США, и Майлс провожает его до дома. Используя тотем Мэл — волчок, который во сне вращается бесконечно, — чтобы проверить, действительно ли он в реальном мире, Кобб не дожидается результата и вместо этого идёт к своим детям.

### Открытый финал
В финальной сцене оставлен элемент неопределённости в стиле «Бегущего по лезвию»: экран затемняется как раз в тот момент, когда волчок-тотем начинает едва заметно вибрировать, возможно, готовясь прекратить своё вращение.
Многое в фильме показано глазами Кобба; зритель видит, как по ходу повествования растёт его зависимость от волчка, как он теряет осознание того, что в этом мире реально, а что — нет. Особенность последней сцены в том, что Кобб больше не смотрит на волчок.
Нолан признаёт, что большую роль играют в фильме дети Кобба (каждого играют по два актёра), точнее то, как он представляет их себе, — по словам режиссёра, «это сочетание фантазии, воспоминаний и сновидений», однако отвергает распространённое суждение, будто в конце фильма Кобб встречает своих детей в тех же позах и одежде, которые ему уже вспоминались прежде.
«Неопределённость вплетена в самую ткань фильма. Фильм не даёт однозначных ответов», — комментирует финальную сцену режиссёр. Он признаёт, что у него есть своё мнение о том, что происходит в конце фильма. Но для него важно, чтобы зритель смотрел на эту сцену глазами главного героя, у которого недостаточно данных, чтобы сделать однозначный вывод. По его словам, принципиальная психологическая подоплёка состоит в том, что в конце фильма Кобб не следит за движением волчка, так как его уже не волнует, реально происходящее или нет. Реальность это или сон — не имеет для него такого уж большого значения.
В августе 2018 года киноактер Майкл Кейн, сыгравший в «Начале» Майлса, тестя Кобба, объяснил смысл финальной сцены: «Постарайтесь понять: те моменты, где есть мой герой, — реальность, а те моменты, где его нет, — сон». Майлс появляется в финальной сцене — он подзывает детей Кобба. Так что герой Ди Каприо в реальности вернулся к своей семье, хоть зрители и не увидели падающий волчок.

### Терминология
Фильм использует свою систему терминов и понятий, описывающих процесс погружения в чужие сны. Без знакомства с этой терминологией как полноценное восприятие происходящего для зрителей, так и понимание настоящей статьи для читателей представляется затруднительным.
- Архитектор (англ. the architect) — специалист, задающий иллюзорный мир для чужого сна. Цель архитектора — спроектировать мир сна так, чтобы спящий не мог отличить его от реальности, и создать для спящего максимально сложный лабиринт сна, из которого жертва не могла бы легко выбраться. Архитектором в команде Кобба в одной из начальных сцен (попытка похищения информации из подсознания Сайто) является Нэш, затем — Ариадна. Главный герой Кобб раньше также был архитектором, но из-за того, что Мэл стала появляться в его подсознании, перестал проектировать сны, чтобы не знать устройства лабиринта и, таким образом, его не знала бы Мэл[~ 4].
- Внедрение (англ. inception) — процесс зарождения идеи, помещения её в чужое подсознание. Считалось невозможным, так как человеческий мозг отторгает привнесённые извлекателями идеи как чужеродные. В действительности, название фильма на русском должно звучать хотя бы как «Внедрение», поскольку именно такой перевод данного термина употребляется в фильме. В одном из трейлеров есть фраза «Это называется „Начало“»[27], относящаяся именно к разъяснению идеи внедрения.
- Выброс (англ. kick) — «чувство падения», процесс, позволяющий запертому в чужом сне извлекателю экстренно покинуть сон. Осуществляется посредством «опрокидывания» спящего человека, нарушения его равновесия: вестибулярный аппарат спящего, действующий на физиологическом уровне, за пределами сознания, должен сообщить мозгу об опасности и заставить его пробудиться. Однако во время многоуровневого сна выброс можно осуществить только для тех, кто находится на один сон глубже[28]. Для снов внутри других снов используется ступенчатая система выбросов. Чтобы предупредить извлекателей о предстоящем выбросе, используется песня «Non, je ne regrette rien», отзвуки которой слышны предупреждённым об этом участникам на всех уровнях сна[29].
- Извлекатель (англ. the extractor) — профессиональный преступник, специализирующийся в области промышленного шпионажа с использованием техники проникновения в чужой сон.
- Имитатор (англ. the forger) — специалист по перевоплощению. Во сне способен вжиться в образ любого человека и притвориться его проекцией в чужом подсознании. Обычно имитатор используется для манипулирования объектом. В команде Кобба имитатором выступает Имс, который перевоплощается в Браунинга и в девушку-карманницу.
- Лабиринт (англ. the maze) — ключевое понятие совместного сновидения, предварительно тщательно разрабатываемая архитектором и специально усложнённая пространственная структура, в которой будет развиваться действие сна; его проекция, привносимая в чужой сон и целенаправленно поддерживаемая в нём.
- Лимб (англ. limbo) — «недостроенная зона сна, чистое бесконечное подсознание и больше ничего»; самый глубокий уровень подсознания, где время течёт бесконечно медленно; пока в реальности действие снотворного длится всего несколько часов, человек, находящийся в лимбе, субъективно проживает целую жизнь. Сильное снотворное Юсуфа было опасно именно тем, что даже в случае смерти на третьем уровне сна не произойдёт выброс, — спящий не проснётся, а погрузится в лимб. Лимб можно сравнить с состоянием комы. Попавший в лимб уже не может проснуться естественным образом, пока не кончится действие снотворного, поскольку, как правило, выброс на предыдущем уровне сна не был для него подготовлен или вовсе невозможен, если там он не заснул (и, следовательно, может проснуться), а «умер», как в данном случае произошло с Сайто. При этом в лимбе, бесконечно далёком от реальности, почти невозможно осознать собственный сон и решиться на самоубийство, только и способное выбросить спящего на предыдущий уровень. Извлекатели очень боятся лимба, так как считается, что пребывание в нём разрушает разум, не способный выдержать несколько десятилетий призрачного существования (как выразился Имс, «куковать в лимбе, пока мозги не высохнут»). Однако когда-то Кобб и Мэл провели в лимбе почти 50 лет (с точки зрения сна), буквально с нуля создав удивительный мир небоскрёбов, сочетающих также и места из их прошлого. Позже, вернувшись туда с Ариадной, Кобб — вместе с Мэл бывший здесь ранее архитектором и автоматически начавший поддерживать свою предыдущую проекцию — видит лимб опустевшим и рушащимся буквально на глазах, а позже — населённым проекциями, созданными Сайто. Сам термин происходит от религиозного понятия «лимб».
- Объект (англ. the object) — человек, являющийся целью атаки извлекателей, намеченная жертва проникновения в сон. В начале фильма объектом неудавшейся акции Кобба выступает Сайто; в последующей работе Кобба по заказу Сайто — Роберт Фишер. В сне второго уровня таким объектом для Фишера заявлен Браунинг (которого на самом деле имитирует Имс).
- Проводник (англ. the guide) — специалист по подготовке проникновения в чужой сон, ведущейся в реальности (в отличие от подготовки сна, которую осуществляет архитектор). В его задачу, прежде всего, входит сбор предварительной информации об объекте и его окружении, помогающей извлекателям понять психику объекта и дающей возможность выстроить стратегию своих действий. В команде Кобба осуществление этой функции возложено на Артура.
- Проекция (англ. the projection) — образ, как правило, какого-то конкретного человека, порождённый подсознанием спящего. Персонажи проекций, в том числе реальные личности, знакомые ему — это не более чем отражения психики самого участника. Пока человек не начинает подозревать, что спит, его проекции подчиняются логике сна. Однако, когда сон становится осознанным, проекции (то есть подсознание спящего) реагируют на вторгнувшегося в сон извлекателя, стягиваясь к инородному объекту, и нападают на него, пытаясь уничтожить. Члены команды извлекателей удерживают свои проекции, чтобы не привнести их в сон, сами же притворяются проекциями своего объекта. Поскольку Кобб как профессионал всегда осознаёт свои сны, но удержать проекцию Мэл не способен, она, появляясь в каждом из них, всё время атакует Кобба.
- Сновидец (англ. the dreamer) — «хозяин» сновидения, человек, в чьём сне в текущий момент находятся извлекатели. Сам сновидец тоже присутствует в своём сне, но погрузиться в более глубокие сны не может. В операции Кобба против Сайто сновидцем является Нэш, хотя сам Сайто совершенно уверен, что это его собственный сон; в первом, «ознакомительном» сне Ариадны — она сама, а погрузившийся с ней в совместный сон Кобб выступает в качестве объекта, населяя сформированный Ариадной мир своими проекциями. В самолёте, где к совместному сну подключены Роберт Фишер и вся команда Кобба, первый сон — о дождливом городе — видит Юсуф (поэтому он и остаётся в микроавтобусе, когда все остальные засыпают, переходя на второй уровень). Сновидец сна об отеле — Артур (вынужденный остаться в номере 528 вместе со спящими партнёрами, ушедшими на третий уровень), сна о снежной крепости — Имс (хотя команде Кобба в «отеле», на втором уровне, удаётся убедить Роберта, что это сон Браунинга, в который Роберту необходимо проникнуть, чтобы выяснить его замыслы). Именно поэтому сознательно, через сон на третьем уровне, в лимб вслед за Фишером и Сайто могут погрузиться только Кобб и Ариадна, а Имс остаётся, чтобы реанимировать находящегося в состоянии клинической смерти смертельно раненного Фишера, когда его выбросит из лимба. В лимбе сновидцем, судя по всему, оказывается погибший в снежной крепости, но не проснувшийся Сайто. Когда Ариадна выбрасывает Фишера и выбрасывается сама, Кобб остаётся в чужом лимбе — чтобы найти и убедить вернуться «завязшего» там клиента.
- Тотем (англ. totem) — предмет, позволяющий определить реальность происходящего, то есть не находится ли его хозяин в чьём-либо сне. Никто, кроме хозяина, не должен прикасаться к тотему, потому что только хозяин тотема должен точно знать его характеристики и свойства. В противном случае архитектор сможет создать копию тотема во сне и человек не сможет определить, спит он или нет. Так, тотем Артура — шулерская игральная кость, со смещенным центром тяжести, баланс которой точно знает только сам Артур, тотем Ариадны — латунный шахматный слон[17], с высверленным в одной части основания углублением, таким образом, что в реальности он будет падать на определённую сторону, в отличие от сна. Тотем Кобба — оловянный волчок[~ 5][17], ранее принадлежавший Мэл. Если закрученный волчок в конце концов останавливается и падает — Кобб в реальности, если продолжает вращаться бесконечно — Кобб находится во сне.
- Уровень (англ. the level) — сон внутри сна, переход к более глубокому слою подсознания. Характеризуется очень сильным, практически на порядок, замедлением времени. «Пять минут в реальном мире равны часу во сне», говорит Артур. «Функция мозга во сне будет раз в двадцать выше обычной», уверенно утверждает Юсуф: «и когда вы войдёте в сон внутри сна, эффект умножается». Кобб озвучивает конкретные цифры, характеризующие предстоящую им работу: «неделя на первый уровень сна, полгода на второй, и на третий»… «…Десять лет», тут же подсчитывает потрясённая Ариадна. В горах, находясь на третьем уровне, Кобб слышит музыку, предупреждающую о выбросе (на первом уровне Юсуф включил песню только что, но здесь Имс заметил её «минут двадцать назад»), и быстро считает вслух: у Юсуфа на первом уровне — десять секунд до падения с моста, значит, у Артура на втором — три минуты, а у них, находящихся на третьем, не больше часа…
- Устройство PASIV (англ. Portable Automated Somnacin IntraVenuous Device, буквально — портативное автоматическое устройство внутривенного ввода сомнацина) — инфузионный насос военного образца, изначально разработанный как часть системы обучения солдат во сне. В соответствии с руководством пользователя, применяется исключительно для внутривенного введения вещества сомнацин[30] — препарата, делающего возможным погружение в чужой сон. Введение препарата осуществляется через подкожную иглу, установленную в периферическую вену на предплечье. Устройство работает автономно, полностью помещается в чемодане и может быть использовано для введения в сон нескольких пользователей одновременно. Само устройство в фильме не имеет названия, и принцип его работы не объясняется; информация об устройстве исходит от вирусного сайта pasivdevice.org, созданного кинокомпанией Warner Bros. в рамках рекламы фильма[31]. Исходя из сюжета фильма понятно, что для ввода на первый уровень сна используется комбинация пероральной формы препарата, разработанного Юсуфом, и непрерывная поддерживающая инфузия сомнацина. Для одноуровневых обучающих снов достаточно использования одного сомнацина.

## В ролях

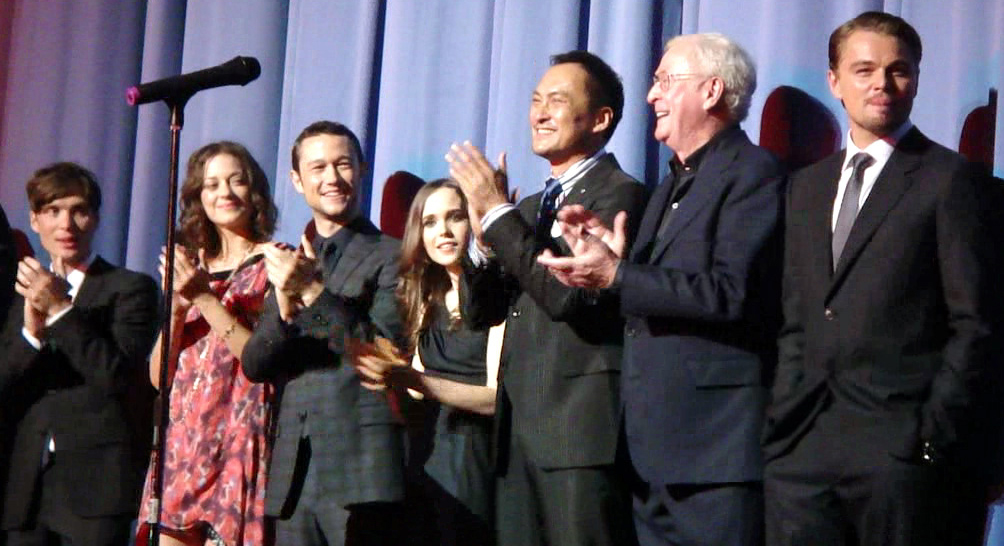
Актёрский состав фильма на премьере в июле 2010 года. Слева направо: Киллиан Мёрфи, Марион Котийяр, Джозеф Гордон-Левитт, Эллен Пейдж, Кэн Ватанабэ, Майкл Кейн и Леонардо Ди Каприо

- Леонардо Ди Каприо — Доминик Кобб, Извлекатель. Человек, специализирующийся на охране подсознания, но способный красть идеи для своих целей[32]. Ди Каприо был первым актёром, которого взяли на роль в фильме[33]. Нолан пытался работать с актёром на протяжении многих лет, и встречался с ним несколько раз, но не смог убедить его выступить ни в одном из своих фильмов, до «Начала»[32]. Согласно The Hollywood Reporter, роль была предложена, как Брэду Питту, так и Уиллу Смиту[34]. Роль Кобба сравнивается с «привидениями вдовца в готическом романе».
- Эллен Пейдж — Ариадна, Архитектор. Выпускница парижского архитектурного колледжа, лучшая студентка Майлса, занимается построением мира сновидений. Возможно, названа в честь героини древнегреческого мифа Ариадны, которая помогла Тесею покинуть Лабиринт Минотавра. Нолан говорит, что Пейдж была выбрана потому, что оказалась «идеальным сочетанием свежести, сообразительности и зрелости, нехарактерной для её лет»[35].
- Кэн Ватанабэ — Сайто. Бизнесмен, предложивший Коббу сделку и помогающий его команде осуществить её. Изначально отправляется с целью контроля за успехом операции. Роль написана специально для Кена Ватанабэ.
- Джозеф Гордон-Левитт — Артур, Проводник. Отвечает за детали операции. Эта роль изначально предназначалась Джеймсу Франко, который вел переговоры с Кристофером Ноланом, чтобы сыграть Артура, но в конечном счёте оказался вне съёмок из-за конфликтов в расписании[36].
- Марион Котийяр — Мэл. Покойная жена Кобба, проекция которой, постоянно создаваемая подсознанием Кобба, преследует его в мире снов.
- Том Харди — Имс, Имитатор, член команды Кобба, может создать образ любого человека. Профессиональный вор, при этом великолепный генератор идей.
- Дилип Рао — Юсуф, Химик. Создаёт специальные снотворные, помогающие членам команды попасть в мир сновидений[18].
- Киллиан Мёрфи — Роберт Майкл Фишер, Объект. Наследник бизнес-империи своего отца и последнее задание Кобба.
- Пит Постлетуэйт — Морис Фишер. Умирающий отец Роберта[18], глава бизнес-империи Фишеров. Возможно, его имя является отсылкой к художнику Морису Эшеру.
- Том Беренджер — Питер Браунинг. «Правая рука Фишера-старшего, крёстный отец Фишера-младшего», как его представляет Коббу Имс.
- Майкл Кейн — Майлс. Учитель и наставник Кобба, его тесть, отец Мэл. Работает в Париже, профессор в колледже, где учились Ариадна, а когда-то — и сам Кобб. Тем не менее присматривает за детьми Кобба, своими внуками, оставшимися в Америке.
- Лукас Хаас — Нэш. Прежний архитектор Кобба[37].
- Миранда Нолан — стюардесса салона первого класса, сообщница команды Кобба.
- Талула Райли — блондинка-воровка, образ которой принял Имс в сне-отеле.
- Майкл Гэстон — иммиграционный офицер.
- Эндрю Плевин — бизнесмен.

Актёры Кэн Ватанабэ, Майкл Кейн и Киллиан Мёрфи ранее играли в фильмах Нолана о Бэтмене, Джозеф Гордон-Левитт, Том Харди и Марион Котийяр также позднее снялись в третьем из них.

## Создание
Нолан работал над сценарием около 10 лет. Когда он впервые начал вынашивать идею фильма, в Голливуде выходили блокбастеры, ставившие под сомнение «реальность реальности»: режиссёр относит к ним «Матрицу», «Тёмный город», «Тринадцатый этаж» и (с оговорками) своё собственное «Помни». Он ведёт ниточку влияний далее в прошлое, к рассказам Борхеса о стыкующихся снах («В кругу развалин»), о минутных снах, которые переживаются как годы («Тайное чудо»).
Мир фильма «Начало» был полностью разработан Кристофером Ноланом. Фактически, это сегодняшняя реальность, за вычетом одного: разные люди способны одновременно видеть один и тот же сон. Иными словами, сон лишается своей замкнутости на конкретном человеке, порождая совершенно новые возможности. Перспектива проникновения в чужие сны, получения доступа к знаниям и мыслям другого привела Нолана к вопросу: «А что, если некто захочет воспользоваться этим для собственных целей?»
По словам Нолана, годы ушли на то, чтобы насытить структуру фильма-ограбления, по его мнению, весьма гламурного и довольно поверхностного, глубинными эмоциональными мотивировками. Для этого пришлось ввести в сценарий классическую роковую женщину, которая в традиции фильмов-нуар воплощает «невроз главного героя», порождая в нём тревогу «насчёт того, как мало он знает любимого человека».
На сверхрискованное предприятие главного героя толкает стремление изжить вину в смерти жены. Эта повествовательная конструкция имеет много общего с другими фильмами, начиная с «Помни» самого Нолана и заканчивая «Островом проклятых» Скорсезе (главную роль в котором сыграл тот же Ди Каприо). Вина, как внутреннее ощущение незавершённого дела, неисполненного долга, гложет главных героев почти всех фильмов Нолана, мешая им в достижении сознательно поставленных целей.

### Производство
11 февраля 2009 года кинокомпания Warner Bros. Pictures анонсировала начало производства фильма «Начало», были куплены права на экранизацию сценария, написанного самим режиссёром. Съёмки начались в Токио 19 июня. Остальные места съёмок включают Лос-Анджелес, Лондон, Париж, Танжер и Калгари. Основные съёмки фильма начались 13 июля.
Фильм был снят с использованием как современных цифровых, так и разнообразных плёночных технологий; Нолан не стал снимать камерой IMAX, как в случае с фильмом «Тёмный рыцарь»: «Мы не считаем, что будем иметь возможность снимать в IMAX из-за размеров камер, поскольку в фильме будут потенциально сюрреалистические сцены, сны и так далее. Я хотел, чтобы они максимально были приближены к реальным». Тем не менее, фильм снимался на негатив 65 мм (как и IMAX) камерами Super Panavision 70, цифровыми камерами высокого разрешения с записью на носитель HDCAM SR, камерами VistaVision (35 мм с горизонтальным расположением кадра) и 35 мм камерами Arriflex 235 и Arriflex 435.

## Саундтрек
Музыку для фильма сочинил Ханс Циммер, который ранее работал с Кристофером Ноланом над фильмами «Бэтмен: Начало» и «Тёмный рыцарь». По словам Циммера, саундтрек к «Началу» — это «очень электронная музыка». Альбом с саундтреком вышел 13 июля 2010 года. Две последние композиции появились в интернете в качестве бонусных треков.
| №   | Название                 | Длительность |
| --- | ------------------------ | ------------ |
| 1.  | «Half Remembered Dream»  | 1:12         |
| 2.  | «We Built Our Own World» | 1:55         |
| 3.  | «Dream is Collapsing»    | 2:28         |
| 4.  | «Radical Notion»         | 3:43         |
| 5.  | «Old Souls»              | 7:44         |
| 6.  | «528491»                 | 2:23         |
| 7.  | «Mombasa»                | 4:54         |
| 8.  | «One Simple Idea»        | 2:28         |
| 9.  | «Dream Within a Dream»   | 5:04         |
| 10. | «Waiting for a Train»    | 9:30         |
| 11. | «Paradox»                | 3:25         |
| 12. | «Time»                   | 4:35         |

| №   | Название                      | Длительность |
| --- | ----------------------------- | ------------ |
| 13. | «Projections»                 | 7:04         |
| 14. | «Don’t Think About Elephants» | 5:35         |

Помимо музыки Циммера, в фильме звучит знаменитая песня Шарля Дюмона на слова Мишеля Вокера в исполнении Эдит Пиаф «Non, je ne regrette rien», — команда использует эту песню для синхронизации выбросов с разных уровней сновидений. Исполнительница роли Мэл, Марион Котийяр, получила свой «Оскар» именно за исполнение роли Пиаф в фильме «Жизнь в розовом цвете». По словам режиссёра, взяв её на эту роль, он хотел поменять песню, чтобы не вызывать неуместных ассоциаций, однако съёмочная группа убедила его не делать этого.
В трейлерах фильма использованы три музыкальные темы: «Mind Heist» Зака Хемси, «Simple Idea» Ханса Циммера и «True Potential».

## Релиз и маркетинг
В России показ фильма «Начало» в кинотеатрах начался 22 июля 2010 года. Первый тизер предварял показ фильма «Бесславные ублюдки» летом 2009 года. Стандартный трейлер демонстрировался перед показом «Шерлока Холмса» в декабре. Третий и последний трейлер дебютировал в IMAX во время показа «Железного человека 2» в мае 2010.
Весной 2010 года была начата вирусная маркетинговая кампания, посвящённая выходу в июле фильма «Начало». Вирусный маркетинг проявлялся в виде плакатов, объявлений и странных сайтов, связанных с темой кинофильма. 7 июня 2010 года был выпущен короткометражный фильм в HD-формате на Yahoo! Movies. Всего на маркетинг фильма кинокомпания Warner Bros. потратила 100 млн долларов.
Сюжетные хитросплетения «Начала» породили широкое обсуждение в Интернете. А. О. Скотт из The New York Times иронически заметил по этому поводу: «Куда прикольнее читать пылкие споры поклонников „Начала“, чем подвергнуть себя испытанию повторного просмотра этого фильма».

## Критика
По оценке ресурса Rotten Tomatoes, девять критиков из десяти высказались о фильме положительно. Самые первые рецензии были просто восторженными, но после начала широкого проката тон оценок сменился на более взвешенный. «Эта прекрасная вещица больше похожа на вечно вращающийся волчок, чем на живой организм. Можете назвать „Начало“ усложнённой видеоигрой, с той оговоркой, что не вы играете в неё, а она играет вами», — так высказался о фильме Ричард Корлисс, из журнала TIME.
Влиятельный американский кинокритик Роджер Эберт выставил фильму высший балл из возможных: «В наше время фильмы частенько кажутся извлечёнными из мусорной корзины: сиквелы, ремейки, сериалы. Создатели „Начала“ проделали более сложную работу. Фильм представляет собой совершенно оригинальное творение, начатое с белого листа». Он расхвалил эмоциональную составляющую фильма: идеализированная героиня Марион Котийяр служит для главного героя эмоциональным магнитом, это неизменное начало в постоянно меняющемся мире его снов. По итогам года, Эберт включил «Начало» в свою десятку лучших фильмов.
Корлисс, наоборот, пишет, что фильм больше задевает не душу, а рассудок, следуя в этом по стопам классических европейских головоломок, наподобие «В прошлом году в Мариенбаде» (1960). Менее снисходителен к фильму А. О. Скотт из The New York Times: он не видит в фильме глубинной философской проблематики, одни только туманные намёки на неё. «Русский Newsweek» полагает, что Нолан снял «неглупый летний блокбастер» о таких же крепких профессионалах, как и он сам, «которые умеют строить разные здания, но предпочитают однотипные офисные пространства». Наиболее часто можно встретить следующие претензии к фильму:
- Отсутствие подлинной оригинальности. Проникновение в чужой сон с целью оказания воздействия на сновидца — идея, разрабатывавшаяся в кино и до Нолана (например, в аниме «Паприка»[55][56]; в пятой серии третьего сезона сериала «Sliders» главные герои входят в общий сон с помощью химических препаратов). «После „Матрицы“, „Аватара“, а теперь ещё и этого, валяться и дёргаться во сне с привинченными к башке электродами — это, видимо, новый рок-н-ролл», — шутливо пишет британская The Guardian[57]. А. О. Скотту сновидения героев напомнили боевики средней руки: «Большую часть времени одни мужики с пушками преследуют других: в машинах, по залитым дождём улицам Лос-Анджелеса; пешком, по коридорам элегантно-старомодного отеля; на лыжах и снегоходах, по ледяному альпийскому пейзажу, который, вероятно, только что покинул Джеймс Бонд»[41][~ 7]. Александр Киселев, обозреватель «Мира фантастики», считал, что вторичность заложенной идеи в фильме не важна. Глубокий, зрелищный, трогательный и неформатный блокбастер «стоит посмотреть всем любителям качественной фантастики»[58].
- Схематичность технологии проникновения в чужой сон. Рецензент Allmovie отметил, что подобно истинным снам «Начало» заставляет зрителей принять на веру художественные координаты фильма и видеть в них смысл, однако по выходе из кинотеатра начинают маячить многочисленные логические несостыковки[59]. Например, в фильме не объясняется, в чём именно состоит «технология» совместных сновидений. В фильме Кроненберга «Экзистенция», с которым часто сравнивают «Начало»[60][61], это было возможно благодаря вживлению в тела «биопортов» и использованию «биокабелей». Даже Эберт признаёт, что безупречно выдержанная логика стандартного боевика наполняет рассказ большим смыслом, чем он, вероятно, имеет на самом деле[40].
- Сновидения неотличимы от реальности. Сновидения у Нолана рационально выстроены и упорядочены, что не соответствует спутанности и иррациональности реальных снов. «Подсознание, как Фрейд, да и множество великих режиссёров вроде Хичкока, прекрасно знали, — место совершенно неуправляемое, лабиринт неприемлемых желаний, закодированных секретов, шуток, страхов», — пишет The New York Times[41]. Английский критик Райан Гилби (New Statesman) сравнил просмотр фильма с «заточением в бизнес-классе самолёта, которому не дают разрешения на взлёт и где генеральные директора на протяжении двух с половиной часов дискутируют о своих снах»[62]. В сходном ключе высказывается Лидия Маслова из «Коммерсанта»: «Железобетонная логика, некоторый недостаток сюрреализма и, если угодно, лёгкого бреда мешает воспринимать как сон само „Начало“»[63].

Многие из пишущих о фильме видят в миссии главных героев метафору кино как деятельности, при которой режиссёр и съёмочная группа «внедряют» идею в головы зрителей. «Представлению о том, что просмотр фильма в кинотеатре подобен совместному сновидению, уже сто лет», — констатирует Корлисс, которому диалоги Кобба с Ариадной напомнили консультации режиссёра с художником-постановщиком. The Guardian пишет, что зритель подобен спящему ещё и в том, что принимает за данность своё присутствие на той или иной сцене фильма.

## Награды и номинации
| Награды и номинации                  | Награды и номинации                                                  | Награды и номинации                   | Награды и номинации | Награды и номинации |
| Награда                              | Категория                                                            | Номинант                              | Результат           |                     |
| ------------------------------------ | -------------------------------------------------------------------- | ------------------------------------- | ------------------- | ------------------- |
| Золотой глобус                       | Лучший фильм (драма)                                                 | Кристофер Нолан                       | Номинация           |                     |
| Золотой глобус                       | Лучший режиссёр                                                      | Кристофер Нолан                       | Номинация           |                     |
| Золотой глобус                       | Лучший сценарий                                                      | Кристофер Нолан                       | Номинация           |                     |
| Золотой глобус                       | Лучшая музыка к фильму                                               | Ханс Циммер                           | Номинация           |                     |
| Британская академия                  | Лучший фильм                                                         | Кристофер Нолан                       | Номинация           |                     |
| Британская академия                  | Премия имени Дэвида Лина за достижения в режиссуре                   | Кристофер Нолан                       | Номинация           |                     |
| Британская академия                  | Лучший оригинальный сценарий                                         | Кристофер Нолан                       | Номинация           |                     |
| Британская академия                  | Лучшая работа оператора                                              | Уолли Пфистер                         | Номинация           |                     |
| Британская академия                  | Лучший монтаж                                                        |                                       | Номинация           |                     |
| Британская академия                  | Лучшие визуальные эффекты                                            |                                       | Победа              |                     |
| Британская академия                  | Лучший звук                                                          |                                       | Победа              |                     |
| Британская академия                  | Премия имени Энтони Эскуита за достижения в создании музыки к фильму | Ханс Циммер                           | Номинация           |                     |
| Британская академия                  | Лучшая работа художника-постановщика                                 | Ларри Диас, Гай Диас, Дуглас А. Моуат | Победа              |                     |
| Оскар                                |                                                                      |                                       |                     |                     |
| Лучший фильм                         | Кристофер Нолан                                                      | Номинация                             |                     |                     |
| Лучший оригинальный сценарий         | Кристофер Нолан                                                      | Номинация                             |                     |                     |
| Лучшая операторская работа           | Уолли Пфистер                                                        | Победа                                |                     |                     |
| Лучший звук                          |                                                                      | Победа                                |                     |                     |
| Лучший звуковой монтаж               |                                                                      | Победа                                |                     |                     |
| Лучшая работа художника-постановщика |                                                                      | Номинация                             |                     |                     |
| Лучшие визуальные эффекты            |                                                                      | Победа                                |                     |                     |
| Лучшая музыка                        | Ханс Циммер                                                          | Номинация                             |                     |                     |
| Writers Guild Award                  | Лучший оригинальный сценарий                                         | Кристофер Нолан                       | Победа              |                     |

## Потенциальное продолжение
Несмотря на то, что Кристофер Нолан не находит необходимым снимать продолжение фильма, сиквел весьма возможен. Об этом заявил актёр из первой части — Том Харди — в интервью британскому телевидению. По словам Харди, он не знает точно, состоится ли сиквел, но его контракт предполагает участие в нём. Киностудия Warner Bros., из-за ошеломительного успеха фильма, явно намерена снять продолжение и снова собрать огромные кассовые сборы, так что Нолан может изменить своё мнение. Тем не менее, это ещё не означает, что сиквел состоится.

### Сноски
1. ↑  «It’s really, at its core, a big action heist movie» (Нолан)
2. ↑  «Я читал много чепухи насчёт того, как изображены в фильме дети… В числе прочего часто можно услышать, что в конце фильма на детях всё та же одежда. Но это не так… Мальчик младшего возраста — его играет мой собственный сын, а в конце фильма появляется другой ребёнок. Ничего в этом нет двусмысленного».
3. ↑  Майкл Кейн заявляет, что его персонаж появляется только наяву.
4. ↑  В большом ноябрьском интервью изданию Wired Нолан прокомментировал значение архитектуры в фильме: «Единственное, чем я хотел бы заниматься, если б не стал кинорежиссёром, — это архитектура… Меня завораживает повествовательное измерение архитектуры».
5. ↑  Когда-то Нолан подарил подобную штучку своей жене и, наткнувшись на неё в ходе написания сценария, решил использовать её в фильме. В интервью Wired он сравнивает нарративную функцию тотема со значением слова rosebud в «Гражданине Кейне».
6. ↑  В интервью The New York Times Нолан отвечает, что впервые посмотрел фильм Алена Рене, когда работа над «Началом» была уже закончена, и его влияние, если и присутствует, то весьма опосредованно, через другие фильмы: «Это такой источник идей о соотношении сна и памяти!.. Но у нас куда больше взрывов!»
7. ↑  Эту рецензию на Rotten Tomatoes зачли как одобрительную.
8. ↑  По словам самого Нолана в интервью Wired, сходство между построением сновидений и процессом создания фильма, хотя и присутствует, не является умышленным.